# San Cassiano (Italia)
San Cassiano è un comune italiano di 1 940 abitanti  della provincia di Lecce in Puglia.
Situato nel sud Salento, fu istituito con la legge regionale n.36 del 2 maggio 1975 per distacco dal comune di Nociglia. Fa parte dell'Unione dei Comuni delle Terre di Mezzo e aderisce al club dei Borghi Autentici d'Italia.

## Geografia fisica

### Territorio
Il territorio del comune di San Cassiano, che occupa una superficie di 8,55 km² nella parte sud-orientale della penisola salentina, presenta una morfologia pianeggiante ed è compreso fra gli 82 e i 114 metri s.l.m. Nel comune ricade parte del Parco dei Paduli, un'area rurale caratterizzata da un paesaggio dominato prevalentemente da estesi e maestosi uliveti e nella quale sopravvivono numerose specie vegetali e animali; è il caso di alcuni esemplari di querce secolari, traccia dell'antico bosco di Belvedere.
Confina a nord con il comune di Sanarica, a est con il comune di Poggiardo, a sud con il comune di Nociglia, a ovest con il comune di Supersano, a nord-ovest con il comune di Botrugno.
- Classificazione sismica: zona 4 (sismicità molto bassa), Ordinanza PCM n. 3274 del 20/03/2003

### Clima
Dal punto di vista meteorologico San Cassiano rientra nel territorio del basso Salento che presenta un clima prettamente mediterraneo, con inverni miti ed estati caldo umide. In base alle medie di riferimento, la temperatura media del mese più freddo, gennaio, si attesta attorno ai +9,9 °C, mentre quella del mese più caldo, agosto, si aggira sui +41 °C. Le precipitazioni medie annue, che si aggirano intorno ai 67 mm, presentano un minimo in primavera-estate ed un picco in autunno.
Facendo riferimento alla ventosità, i comuni del basso Salento risentono debolmente delle correnti occidentali grazie alla protezione determinata dalle serre salentine che creano un sistema a scudo. Al contrario le correnti autunnali e invernali da sud-est, favoriscono in parte l'incremento delle precipitazioni, in questo periodo, rispetto al resto della penisola.
| San Cassiano               | Mesi | Mesi | Mesi | Mesi | Mesi | Mesi | Mesi | Mesi | Mesi | Mesi | Mesi | Mesi | Stagioni | Stagioni | Stagioni | Stagioni | Anno |
| San Cassiano               | Gen  | Feb  | Mar  | Apr  | Mag  | Giu  | Lug  | Ago  | Set  | Ott  | Nov  | Dic  | Inv      | Pri      | Est      | Aut      | Anno |
| -------------------------- | ---- | ---- | ---- | ---- | ---- | ---- | ---- | ---- | ---- | ---- | ---- | ---- | -------- | -------- | -------- | -------- | ---- |
| T. max. media (°C)         | 11,9 | 14,7 | 18,8 | 24,9 | 30,8 | 43,1 | 44,4 | 45,5 | 43,0 | 35,0 | 22,7 | 13,0 | 13,2     | 24,8     | 44,3     | 33,6     | 29,0 |
| T. min. media (°C)         | 7,9  | 9,0  | 12,0 | 15,9 | 21,3 | 23,8 | 32,9 | 36,5 | 36,7 | 22,6 | 7,0  | 9,2  | 8,7      | 16,4     | 31,1     | 22,1     | 19,6 |
| Precipitazioni (mm)        | 0    | 0    | 0    | 0    | 0    | 0    | 0    | 0    | 0    | 1    | 66   | 0    | 0        | 0        | 0        | 67       | 67   |
| Umidità relativa media (%) | 20,8 | 9,8  | 33,0 | 50,0 | 69,9 | 70,4 | 73,0 | 80,9 | 61,5 | 44,9 | 49,4 | 47,7 | 26,1     | 51,0     | 74,8     | 51,9     | 50,9 |

- Classificazione climatica di San Cassiano:[6]
  - Zona climatica: C
  - Gradi giorno: 1204

## Origini del nome
Il nome potrebbe riflettere il culto per san Cassiano che, secondo la tradizione, provenendo da Oriente e diretto ad Imola, di cui ne divenne vescovo, fece sosta intorno alla fine del III secolo nel luogo in cui è sorto l'attuale centro.

## Storia
San Cassiano nasce presumibilmente intorno al 1033 in seguito alla distruzione della cittadina di Muro Leccese ad opera dei Saraceni. Gli scampati al saccheggio si dispersero nel territorio circostante creando nuovi villaggi come Giuggianello e Sanarica. Un gruppo di questi trovarono rifugio nel piccolissimo agglomerato già esistente vicino alla cripta basiliana della Madonna della Consolazione databile tra il IX e il X secolo.
In epoca normanna, il casale fu aggregato da Tancredi d'Altavilla alla Contea di Lecce dalla quale passò al Principato di Taranto, dopo l'acquisto fatto da Raimondello Orsini del Balzo nel 1398. Nel XV secolo, la contessa di Lecce Maria d'Enghien, concesse il feudo di San Cassiano al suo consigliere Agostino Guarini. I Guarini rimasero nel possesso del casale fino al 1532, anno in cui il barone Marco Antonio Guarini, avendo aderito alla seconda congiura dei baroni napoletani contro la corona, una volta fallita la congiura, fu spogliato del feudo di San Cassiano che venne, così, assegnato a Ludovico Peschin. Nel 1556 i Peschin vendettero il feudo ad Umberto Squarcifico il cui possesso non durò a lungo perché, con l'ultimo degli Squarcifico, Giulio Cesare, e probabilmente anche per mancanza di eredi, il feudo fu devoluto nel 1569 alla Regia Corte.
Vent'anni più tardi, nel 1589, la Regia Corte vendette il feudo di San Cassiano a Vittoria Doria, marchesa di Galatone, che lo conservò sino al 1602, anno in cui lo vendette a Vincenzo Antonio Panza. Da questi, qualche anno dopo e probabilmente per via di successione, il feudo passò a Margherita Francone, verosimilmente parente o nipote del Panza, e moglie di Alfonso Mosco barone di Melpignano il quale, alla morte della Francone nel 1607, ereditò da questa il feudo di San Cassiano. Nel 1620 Alfonso Mosco vendette a Giovan Battista Lubelli. I Lubelli detennero il feudo per lungo tempo sino al 1747. Ultimi feudatari furono i Frisari i quali nel 1755 ottennero su San Cassiano il titolo di Conti. Essi rimasero sino all'eversione della feudalità avvenuta nel 1808.
Unito al comune di Nociglia assieme a Botrugno, San Cassiano ottenne l'autonomia comunale il 5 maggio 1975.

### Simboli
Lo stemma e il gonfalone sono stati concessi con decreto del presidente della Repubblica del 12 ottobre 1985.
Stemma
Gonfalone

## Monumenti e luoghi d'interesse

### Architetture religiose

#### Chiesa madre di San Leonardo Abate

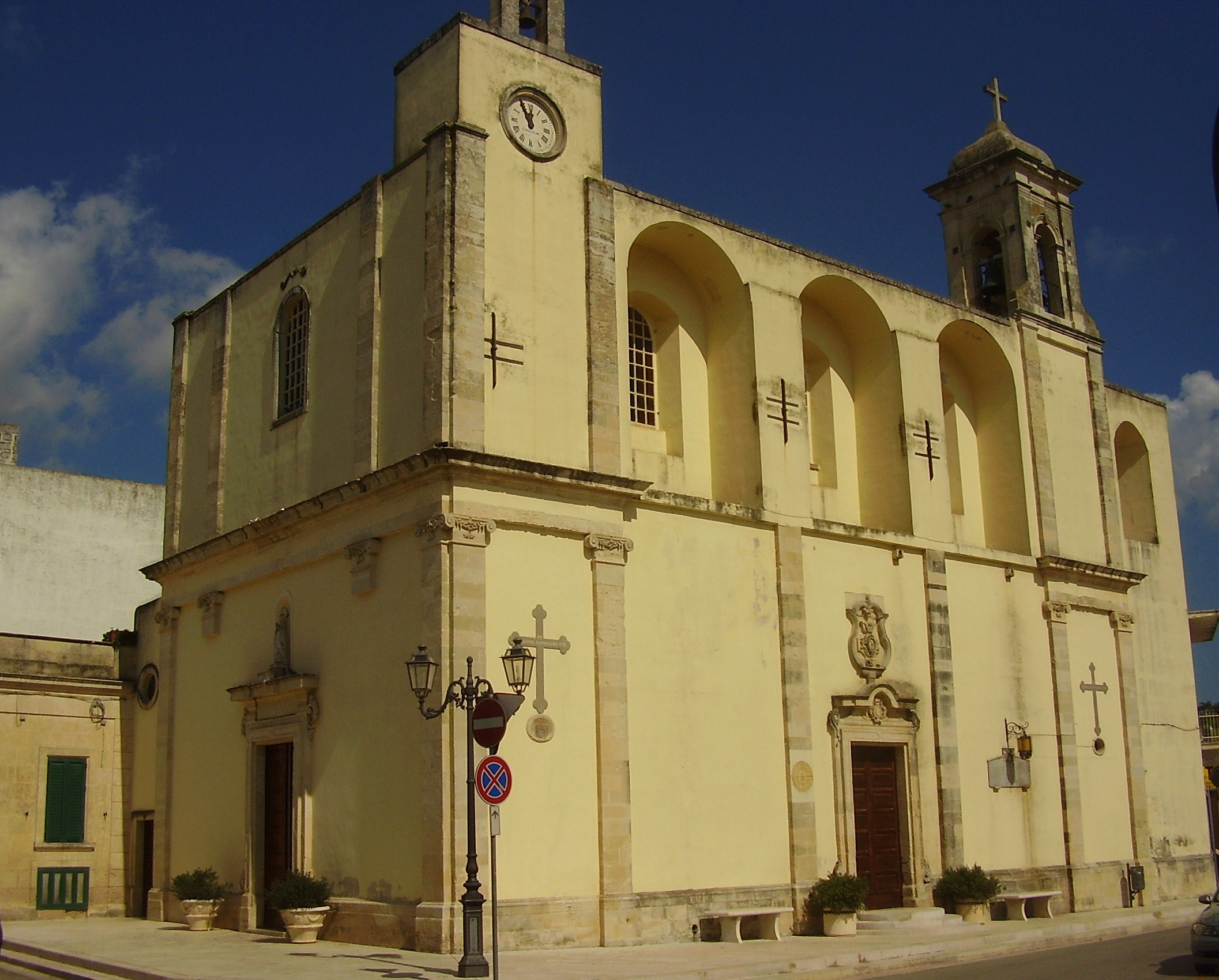
Chiesa madre

La chiesa madre, dedicata a san Leonardo Abate, risale al XVI secolo come si deduce da una visita pastorale di mons. Fabrizio De Capua del 1522. Dalle relazioni delle successive visite pastorali si ha notizia che nel 1613 subì un radicale rifacimento e che ulteriori lavori furono effettuati fino al 1750. Nel 1815 l'edificio sacro si presentava in condizioni precarie tanto da decidere di ricostruirlo quasi ex novo; fu terminato ed inaugurato nel 1849. 

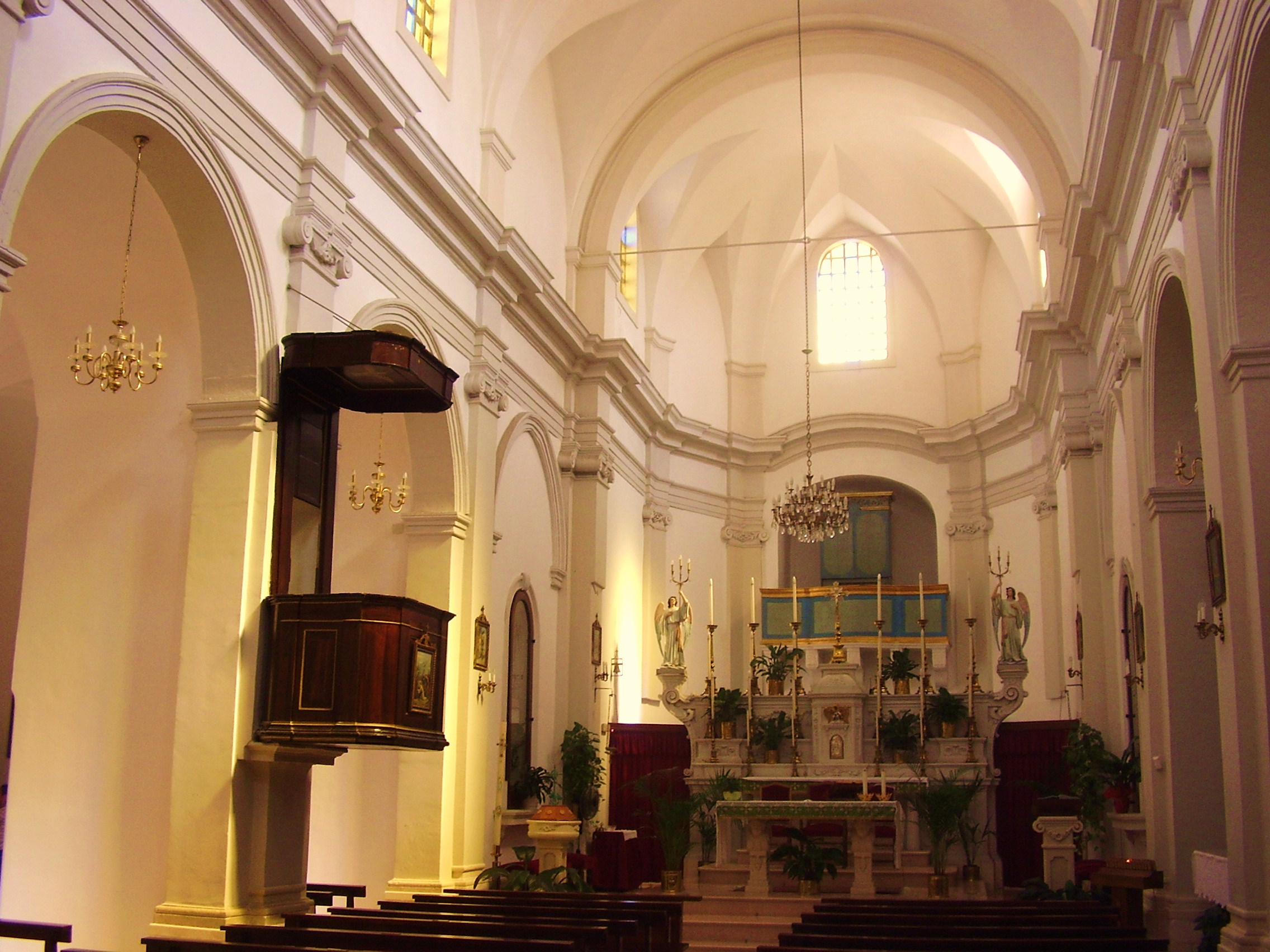
Interno della chiesa madre

La nuova costruzione presenta una facciata principale con portale, posto in asse con la finestra centrale, sormontato dalla statua della Madonna di Lourdes. La facciata laterale, che si affaccia su piazza Cito, presenta nella parte inferiore un portale centrale e nella parte superiore tre grandi archi che inquadrano rispettivamente tre finestre. A coronamento due torri campanarie di cui quella sinistra adibita a orologio civico.
L'interno è a due navate; una centrale e una laterale sinistra più piccola. La navata principale termina nel presbiterio che accoglie l'altare maggiore in pietra leccese e un organo in legno. Nella navata è presente anche un pulpito. Gli altari laterali sono dedicati a san Rocco, a san Francesco da Paola (1867), a san Giuseppe e alle Anime del Purgatorio con relativa tela della Madonna del Carmine. Un altro altare, con tela raffigurante un santo vescovo, potrebbe essere dedicato a san Cassiano.

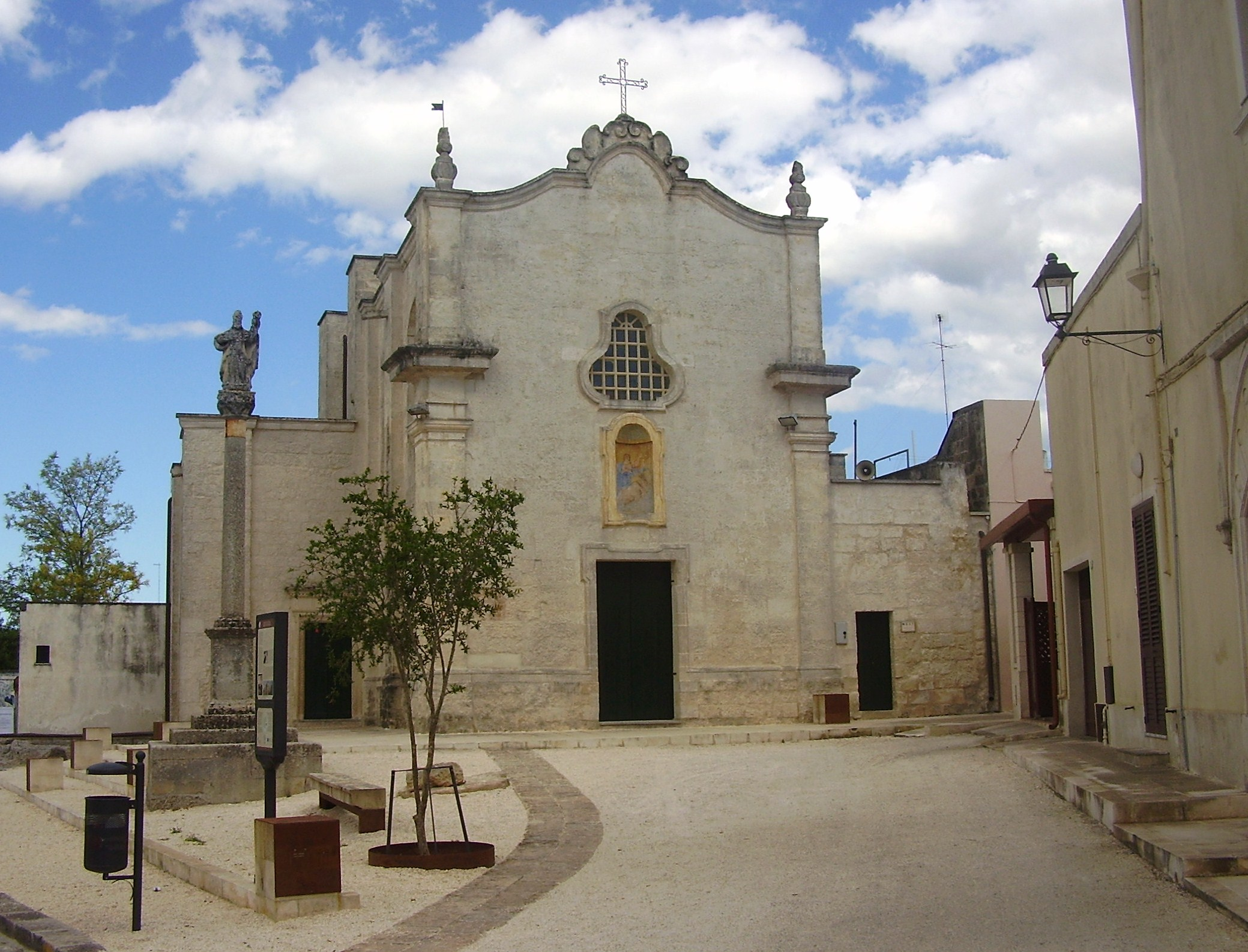
Chiesa della Congrega di Maria SS. Assunta

#### Chiesa della Congrega di Maria SS. Assunta
La chiesa della Congrega di Maria SS. Assunta è un edificio di gusto tardo barocco edificato nel 1770. La facciata ha un coronamento mistilineo ed è movimentata da una nicchia e da un'ampia finestra, in asse con la porta d'ingresso. L'interno è a navata unica, lungo la quale si distribuiscono tre altari realizzati in pietra leccese. L'altare maggiore è dedicato al Crocifisso e contiene una pittura parietale raffigurante l'Ecce Homo. Sulla destra vi è l'altare di Sant'Anna ornato da una tela raffigurante la Santa con la Sacra Famiglia, mentre l'altare di sinistra, intitolato all'Immacolata, contiene una tela raffigurante l'Immacolata Concezione.
La chiesa è la sede della Confraternita della Vergine Assunta fondata intorno al 1837.
Scavi archeologici condotti recentemente hanno portato alla luce un ampio cimitero medievale, segno che la chiesa sorge su un ben più antico luogo di culto cristiano. Nella piazzetta antistante è presente inoltre la colonna di Sant'Eligio (1776) sostenente la statua dell'antico protettore del paese realizzata nel 1750. Originariamente situata nella piazza principale, fu spostata nell'attuale sito agli inizi del Novecento.

#### Cripta della Madonna della Consolazione
La cripta della Madonna della Consolazione, luogo di culto dei monaci basiliani, risale ai secoli XI-XII. Scavata interamente nel banco roccioso di calcarenite, possiede una struttura basilicale a tre navate con due absidi orientate. In seguito alla riforma tridentina e al conseguente cambio della liturgia, dal rito greco al rito latino, venne ruotato l'orientamento della chiesa rupestre e realizzato l'altare principale sull'antica fiancata di destra e nel contempo incorniciando un'immagine sacra dell'antico culto bizantino. L'impianto planimetrico imita una chiesa basilicale le cui geometrie possono essere ricondotte al quadrato e quindi ad una chiesa a pianta centrale, anche se non compaiono pseudo-cupole come in altre chiese bizantine otrantine ma semplici accenni a volte a pseudo-vele. Gli affreschi delle pareti in alcune parti presentano dei palinsesti stratificati, di cui rimangono vari strati le cui tracce a fresco sovrapposte, sono databili dal XI al XVI secolo e alcune pitture anche al XVII secolo. Nel corso dei secoli venne arricchita di nuovi arredi; in epoca barocca fu edificato l'altare della Consolazione. In seguito agli ultimi restauri e alla descialbatura sono comparse flebili tracce e alcune icone di santi in parte riconducibili al mondo bizantino. Anche l'intera struttura architettonica è stata oggetto di un'opera sistematica di consolidamento e restauro. Nel corso del tempo era stato abbattuto un pilastro, in origine costituito da roccia calcarenitica, e in seguito al consolidamento suddetto è stato ripristinata l'originaria statica strutturale attraverso una stampella in acciaio.

#### Chiese minori
- Cappella di San Rocco
- Cappella di San Giuseppe
- Cappella della Madonna degli Angeli

#### Altre chiese scomparse
Frammenti di racconti popolari indicano che nel paese esistevano altre due cappelle ormai scomparse:
- Nell'attuale via (largo Sant'Anna) era situata una cappella dedicata a sant'Anna.
- In adiacenza alla cripta della Madonna della Consolazione era situata una cappella dedicata a santa Sofia.

### Architetture civili

#### Palazzo Ducale
Il Palazzo Ducale è il risultato di vari rimaneggiamenti avvenuti nel XVIII secolo di una costruzione fortificata del Cinquecento dotata di più torri di avvistamento. La costruzione dell'originario castello si fa risalire al tempo dei Guarini o dei Peschin; di certo non rimonta ad epoca posteriore alla prima metà del Cinquecento. Intorno al 1720 i Lubelli, feudatari in quel periodo, diedero inizio ai lavori di ristrutturazione del palazzo dandone l'attuale fisionomia. Acquistato dall'amministrazione comunale nel marzo del 1982, il Palazzo Ducale è ora sede del municipio.

## Società

### Evoluzione demografica
Abitanti censiti

### Etnie e minoranze straniere
Al 31 dicembre 2017 a San Cassiano risultano residenti 55 cittadini stranieri. La nazionalità principale è:

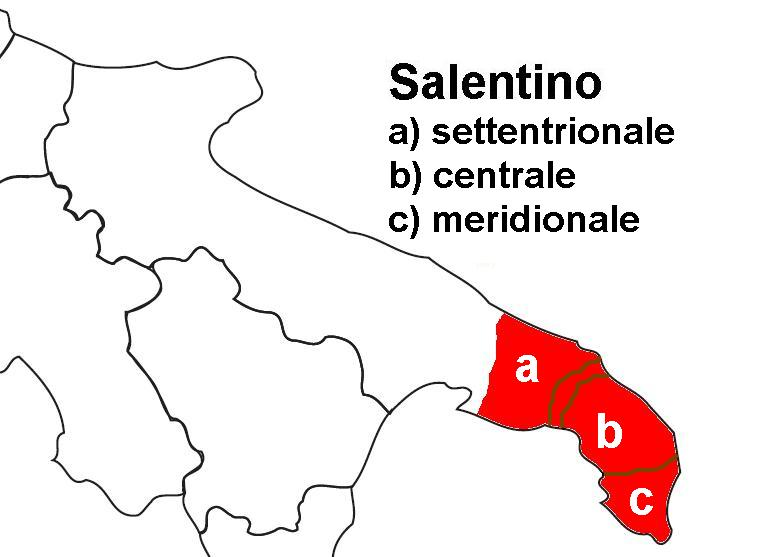
Diffusione del dialetto salentino

- Marocco - 23

### Lingue e dialetti
Il dialetto parlato a San Cassiano è il dialetto salentino nella sua variante meridionale. Il dialetto salentino, appartenente alla famiglia delle lingue romanze e classificato nel gruppo meridionale estremo, si presenta carico di influenze riconducibili alle dominazioni e ai popoli stabilitisi in questi territori nei secoli: messapi, greci, romani, bizantini, longobardi, normanni, albanesi, francesi, spagnoli.

## Cultura

### Eventi
- Sagra di San Giuseppe - sabato dopo il 19 marzo
- Giornata dello Sport - 1º maggio
- Festa della Madonna della Consolazione - 2 luglio
- Festa de U Cannuzzutu - 8 agosto
- Festa patronale di San Rocco - 17, 18, 19 agosto

## Infrastrutture e trasporti

### Strade
I collegamenti stradali principali sono rappresentati da:
- Strada statale 275 di Santa Maria di Leuca Maglie-Santa Maria di Leuca

Il centro è anche raggiungibile dalle strade provinciali interne SP160 da Poggiardo, SP237 da Surano e dal confinante abitato di Botrugno.

## Amministrazione
Di seguito è presentata una tabella relativa alle amministrazioni che si sono succedute in questo comune.
| Periodo        | Periodo           | Primo cittadino   | Partito              | Carica  | Note   |
| -------------- | ----------------- | ----------------- | -------------------- | ------- | ------ |
| 30 giugno 1988 | 7 giugno 1993     | Rosario Longo     | Democrazia Cristiana | Sindaco | [ 14 ] |
| 7 giugno 1993  | 28 aprile 1997    | Gabriele Petracca | Democrazia Cristiana | Sindaco | [ 14 ] |
| 28 aprile 1997 | 14 maggio 2001    | Gabriele Petracca | centro-destra        | Sindaco | [ 14 ] |
| 14 maggio 2001 | 30 maggio 2006    | Raffaele Petracca | centro-destra        | Sindaco | [ 14 ] |
| 30 maggio 2006 | 21 settembre 2006 | Raffaele Petracca | centro-destra        | Sindaco | [ 14 ] |
| 29 maggio 2007 | 7 maggio 2012     | Gabriele Petracca | centro-destra        | Sindaco | [ 14 ] |
| 7 maggio 2012  | 11 giugno 2017    | Gabriele Petracca | centro-destra        | Sindaco | [ 14 ] |
| 11 giugno 2017 | 12 giugno 2022    | Gabriele Petracca | centro-destra        | Sindaco | [ 14 ] |
| 12 giugno 2022 | In carica         | Oronzo Lazzari    | centro-destra        | Sindaco | [ 14 ] |